# Opel Combo
Opel Combo (Опель Комбо) — компактний фургон, який представляє німецький автовиробник Opel з 1986 року.
В Австралії і Новій Зеландії Opel Combo продається як Holden Combo, у Великій Британії як Vauxhall Combo, в Чилі як Chevrolet Combo.

## Opel Kadett Combo (Combo A; 1986–1994)

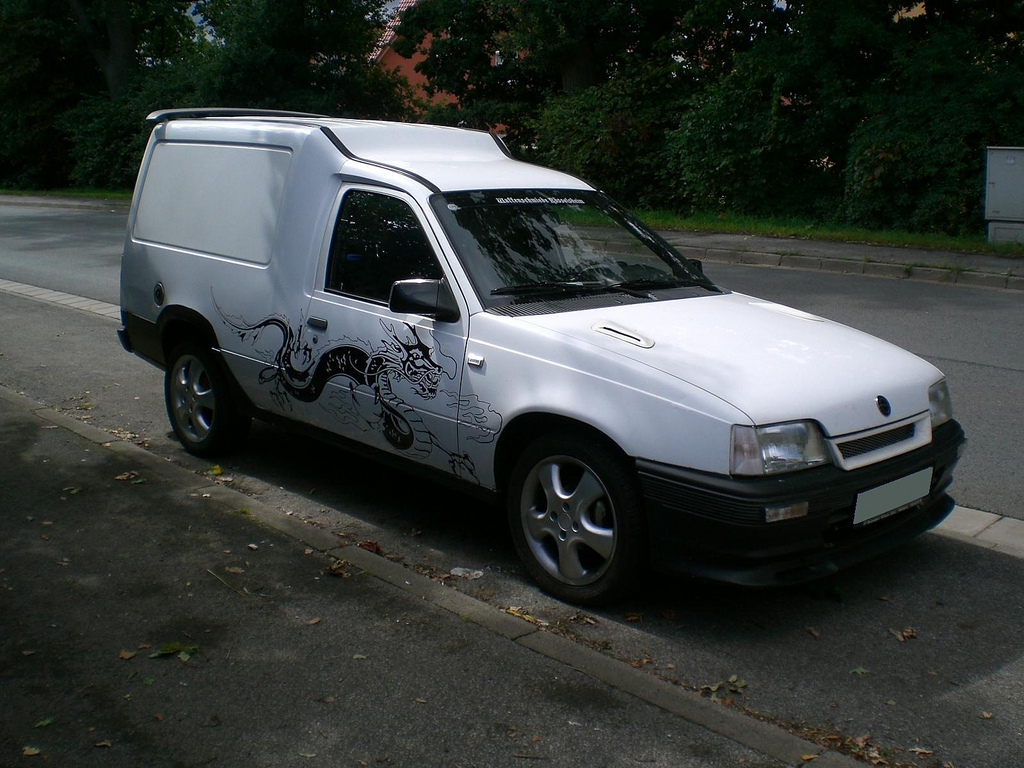
Opel Kadett Combo

В січні 1986 року вперше був представлений фургон Opel Combo, збудований на основі Opel Kadett E, від якого отримав платформу T-body. До 1989 року виготовлявся у Великій Британії, потім автомобіль вироблявся в Португалії до липня 1994 року. На відміну від Kadett, Combo мав на задні ресори, які дозволили збільшити корисне навантаження. Автомобіль комплектувався бензиновим двигуном об'ємом 1,3 (пізніше 1,4) л або дизельним двигуном об'ємом 1,6 (пізніше 1,7) л.
У Великій Британії трьохдверна версія називалася Astravan і спочатку продавалася під маркою Bedford, потім під маркою Vauxhall. Версія з високим дахом носила ім'я Astramax.

## Opel Combo B (1994–2001)

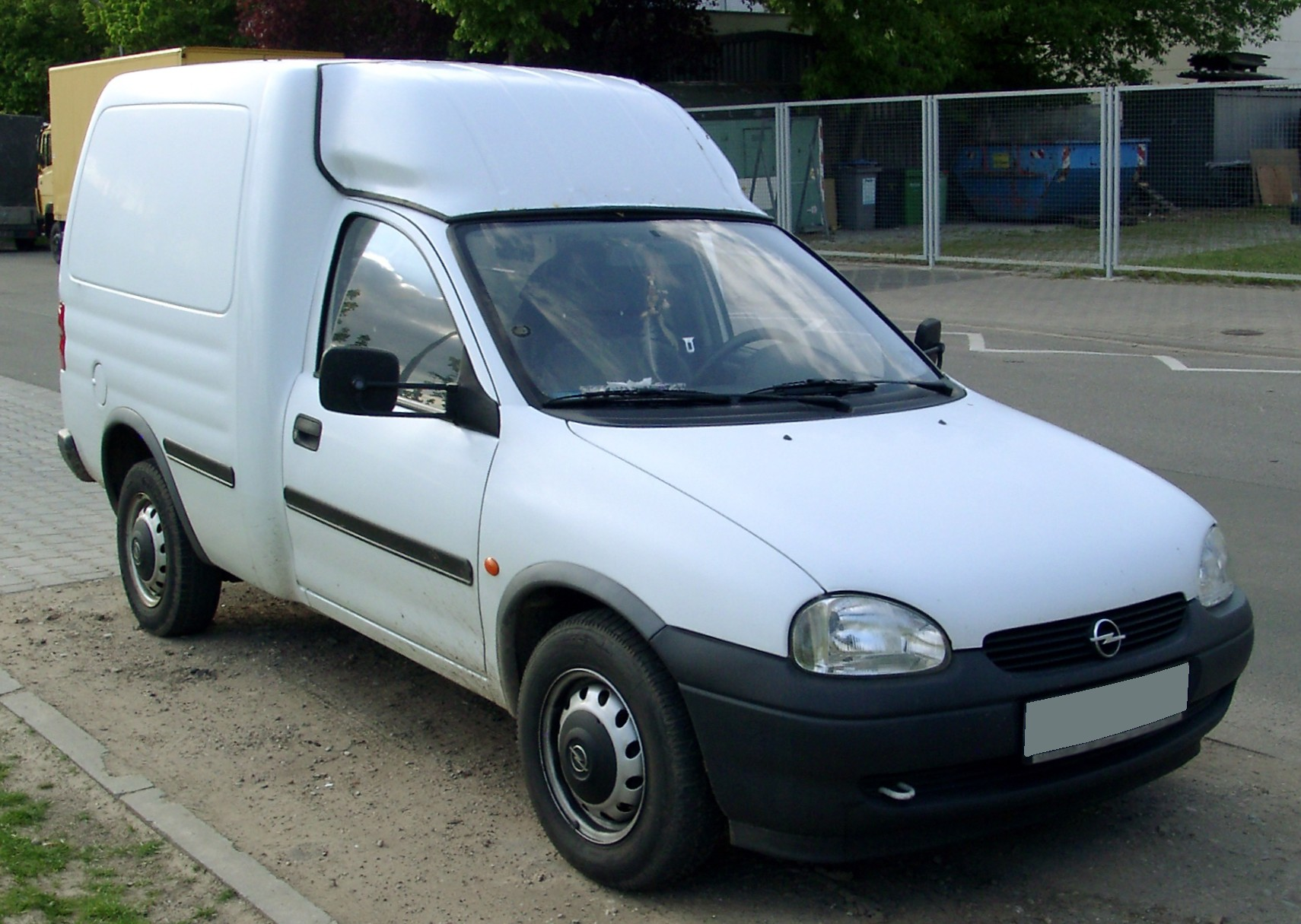
Opel Combo B

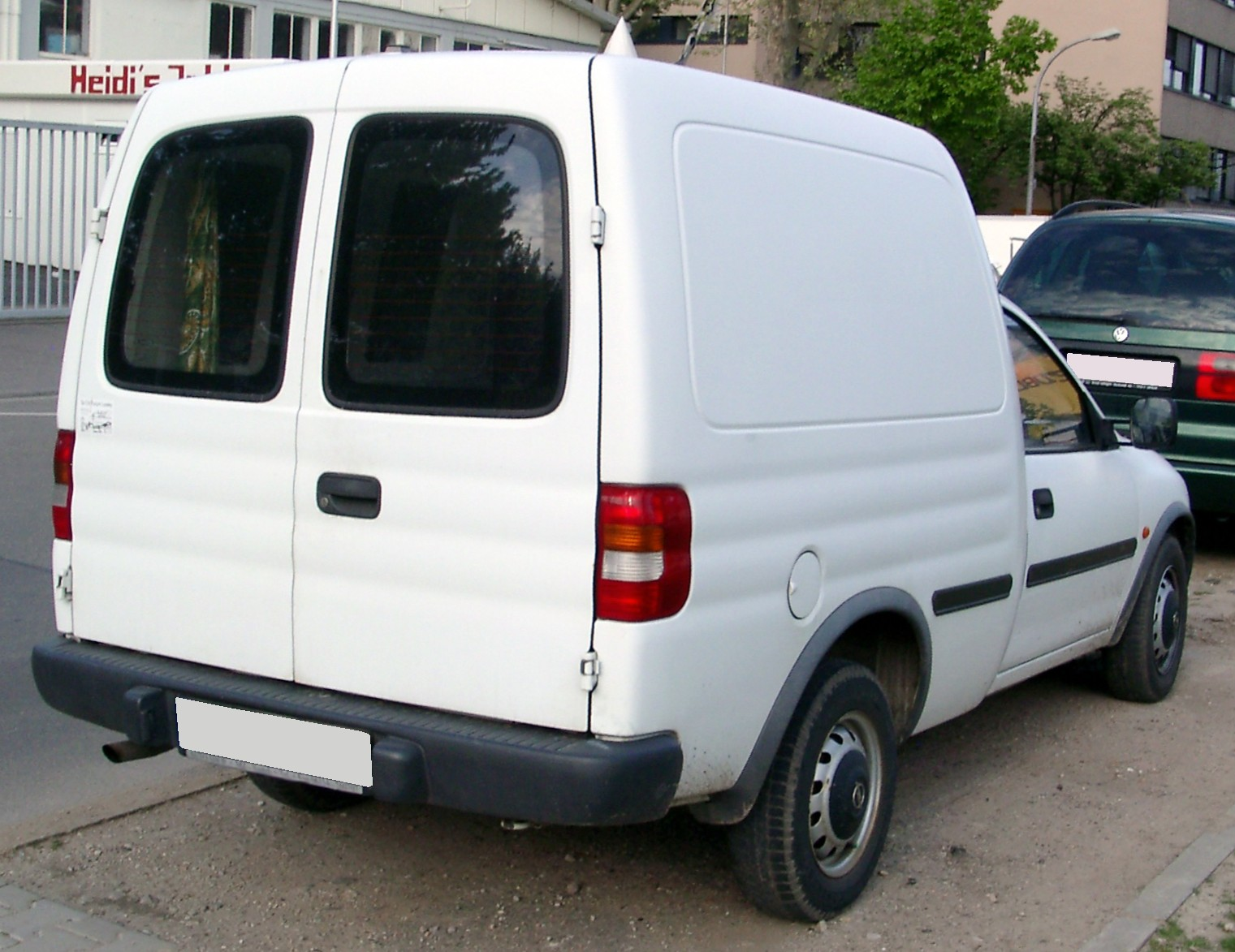
Opel Combo B

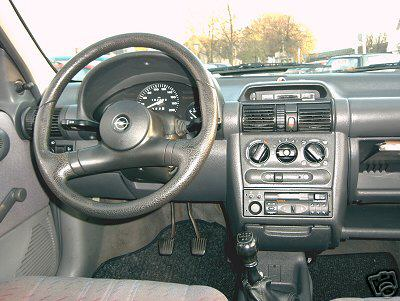

Opel Combo B, збудований на платформі GM 4200 від Opel Corsa B, як і його попередник, автомобіль був двохмісним. Він також має закритий корпус кузова з двома дверима в задній частині.
В 1995 році представлена пасажирська версія під назвою Combo Tour з вікнами в задній частині автомобіля.
Combo B пропонувався як з бензиновими так і з дизельними двигунами.

### Двигуни
- 1.4L Р4  8V 60 к.с. SOHC Ecotec
- 1.4L Р4  8V 82 к.с. SOHC Ecotec
- 1.7L Р4  8V 60 к.с. SOHC Circle-L Diesel

## Opel Combo C (2001–2011)

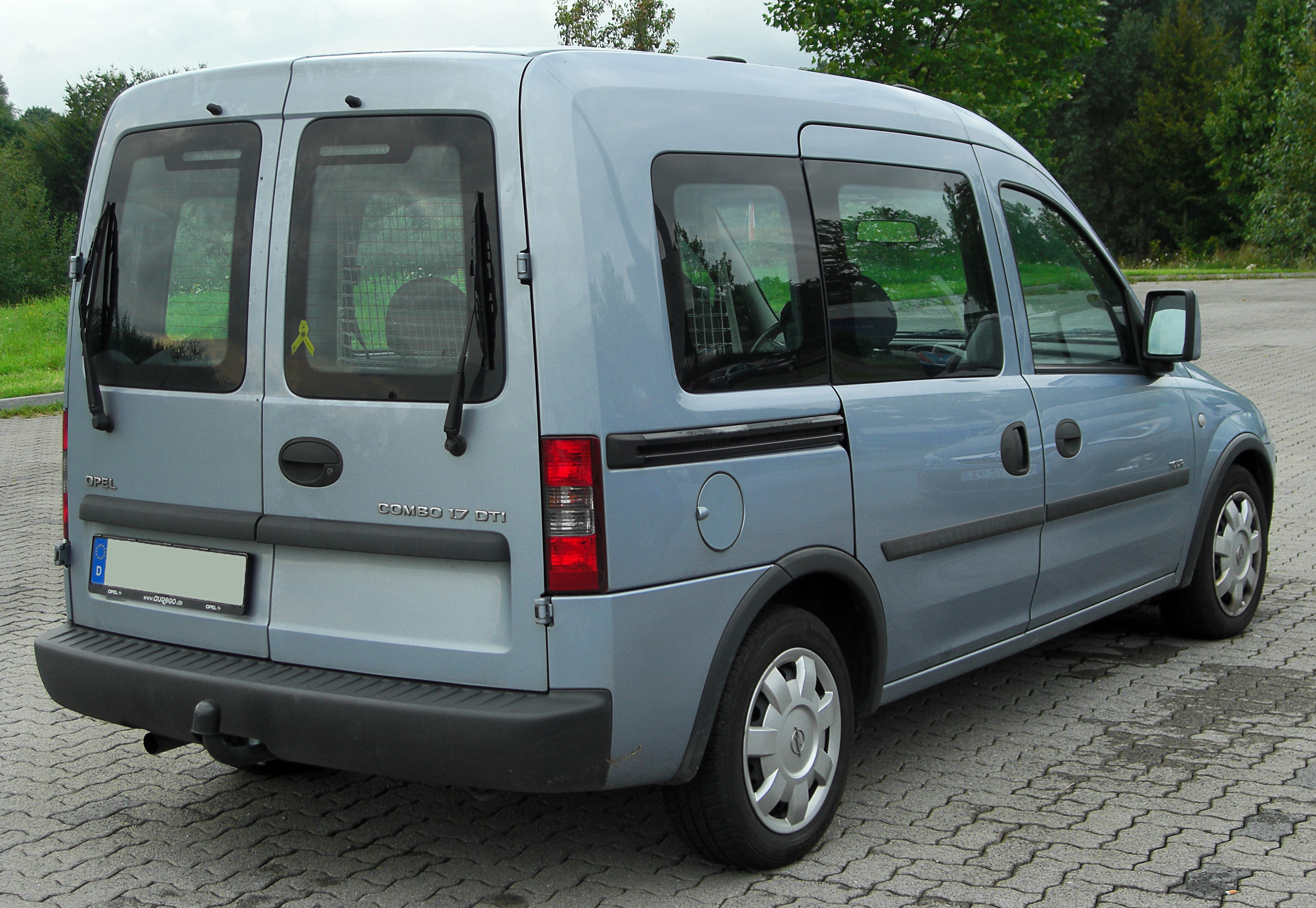
Opel Combo C 1.7DTI Tour

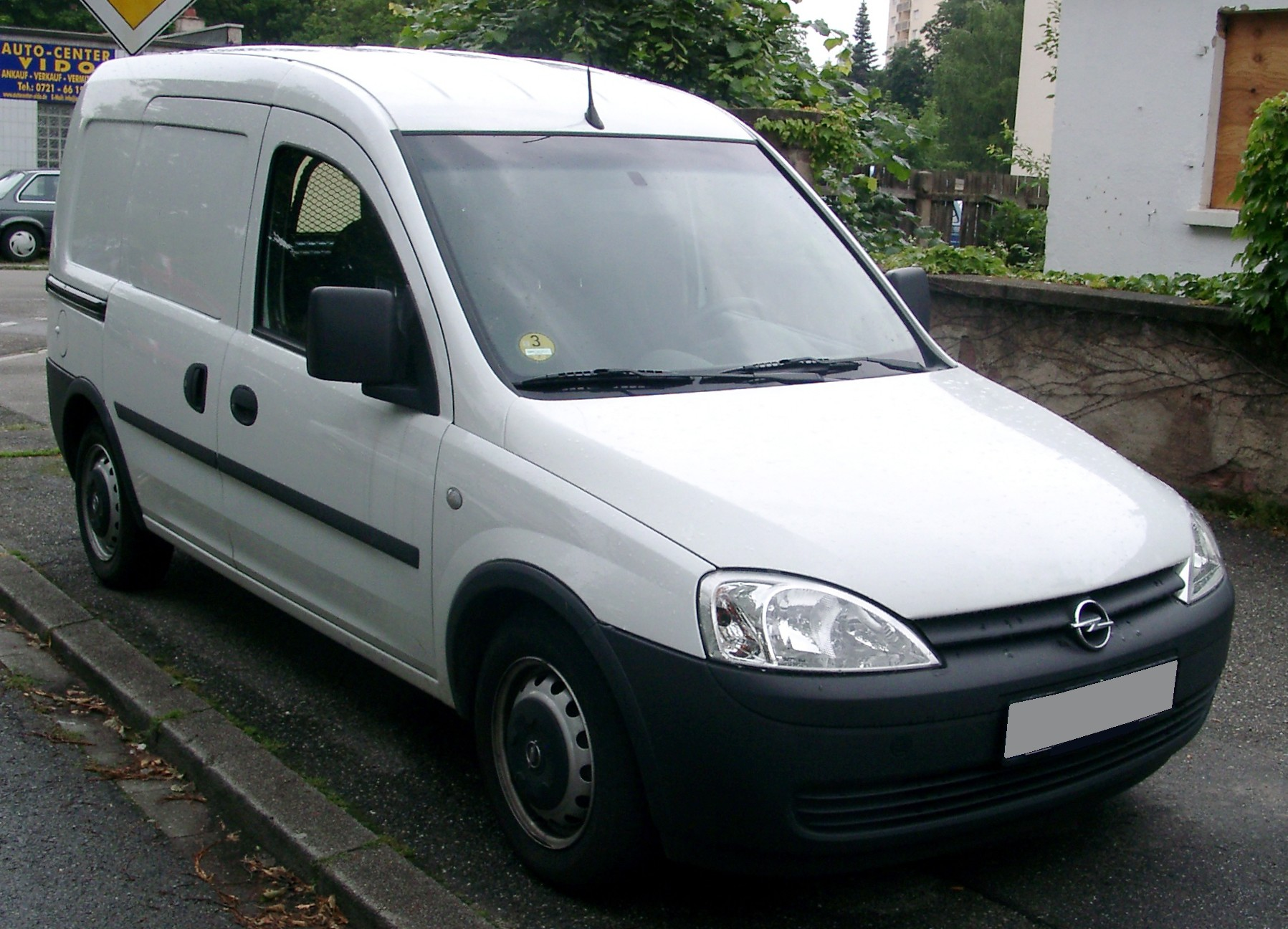
Opel Combo C 1.7DI фургон

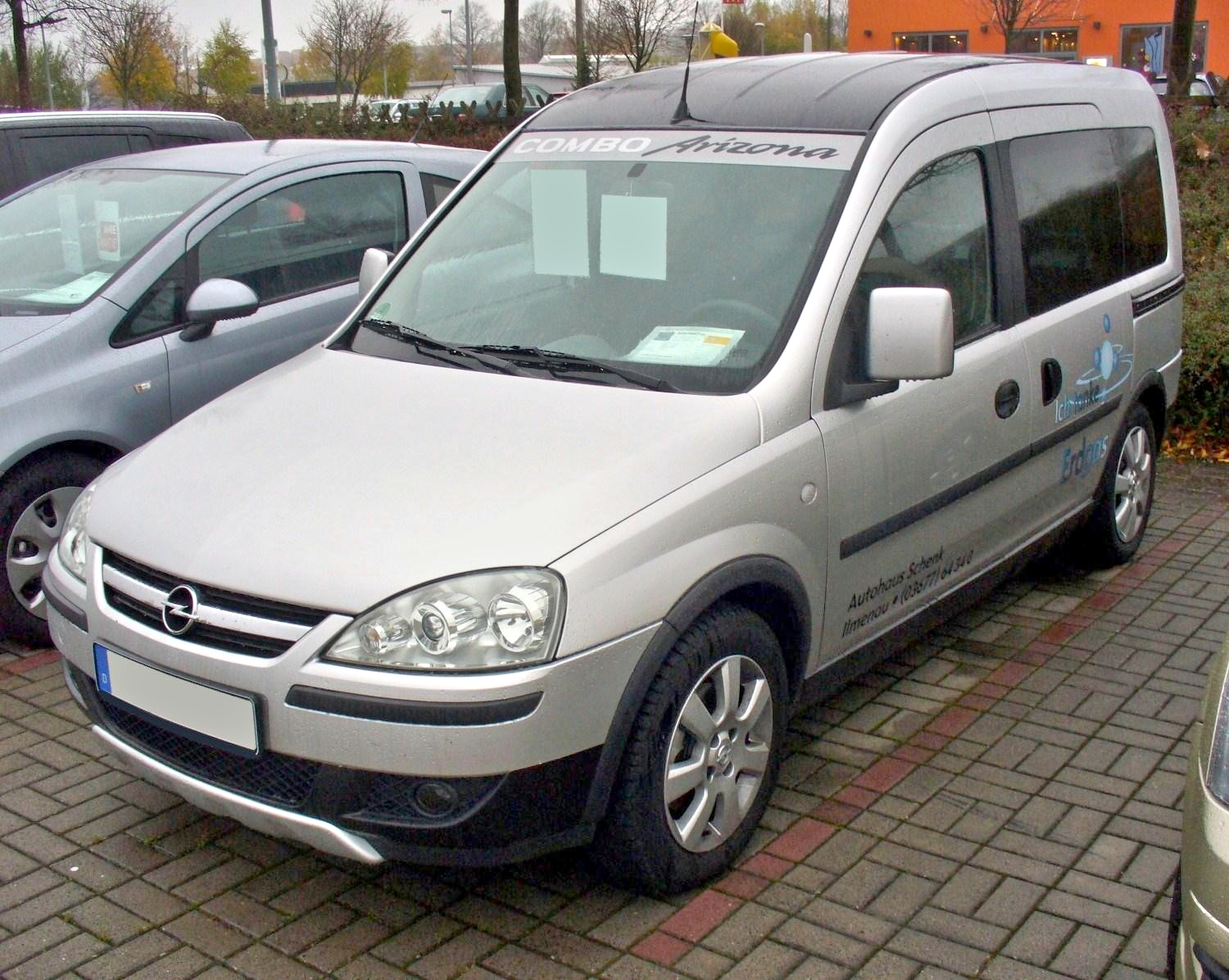
Opel Combo Arizona з виглядом позашляховика

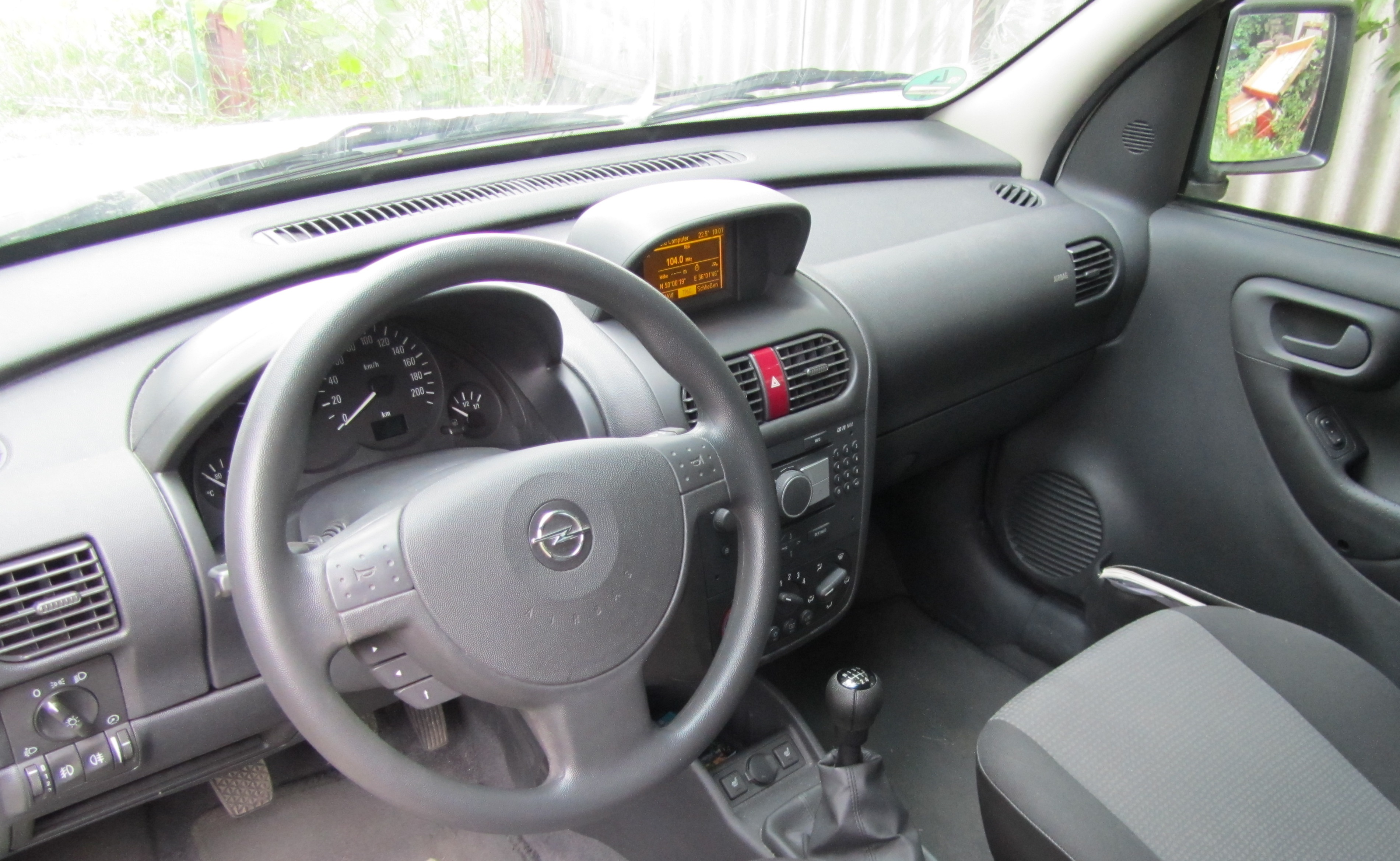
Передня частина салону Opel Combo C 1.3CDTI

Opel Combo C збудований на платформі Gamma від Opel Corsa C. Автомобіль представлений у вигляді вантажного фургона і пасажирського мінівена Combo Tour. Гама дизельних двигунів йшла така сама, як і на Opel Corsa C, а бензиновий двигун 1.4 л додатково оснащували системою живлення на зрідненому пропан-бутані LPG (англ. Liquefied petroleum gas), версії 1.6 CNG (англ. Compressed natural gas) відразу йшли з обладнанням, працюючим на природному газі метані, що робило їх економними та екологічно чистими. У стандартну комплектацію автомобіля входив електропідсилювач керма, подушка безпеки водія, АБС, але інше різноманітне додаткове обладнання на замовлення. Пасажирські версії мали зсувні двері як з одного боку, так і з іншого, ззаду одинарні підйомні або двостулкові розпашні двері, натомість у вантажних версіях окрім означених виконань існував кузов без бокових дверей взагалі. Скління вантажного відсіку з заводу також могло бути відсутнім, частковим або повним, перегородка глуха, сітчаста або відсутня. Незалежно від пасажирського або вантажного виконання Opel Combo C на замовлення міг мати найбагатші комплектації, до яких входили: кондиціонер або клімат-контроль, додаткові подушки безпеки, навігаційна система, мультікермо, ксенонові основні фари, протитуманні фари, електродзеркала, електросклопідйомники, підігрів сидінь, бортовий комп'ютер, багатофункціональній дисплей, програвач дисків, тощо. Заднє сидіння в пасажирській версії складалося по частинах та утворювало рівну підлогу в багажному відсіку, утворюючи зручний та об'ємний простір. Також дах автомобіля пристосований для легкого встановлення оригінальних рейлінгів або додаткового багажнику, що додає можливостей в перевезенні речей або вантажів. Всі двигуни агрегатували з 5-ти ступінчастою механічною коробкою перемикання передач, але для 1.3 CDTI додатково пропонували роботизовану КПП з системою «Easytronic», без педалі зчеплення та можливістю як автоматичного, так і ручного перемикання. Комплектації з передніми дисковими та задніми барабанними гальмами оснащували 14-ти дюймовими колесами на чотири болти кріплення, а зі всіма дисковими - 15-ти дюймовими на п'ять болтів.
В середині 2003 року пасажирську версію модернізували, змінивши ґрати радіатора із хромованою стрічкою і бампери, пофарбовані в колір кузова, на вантажних версіях оновлений обвіс йшов як опція.
На початку 2007 року, після закриття заводу в Азамбуя (Португалія), виробництво Combo перенесли на завод в Сарагосу (Іспанія).
У жовтні 2010 року всі моделі Combo Tour почали відповідати вимогам Євро-5, обов'язкових для легкових автомобілів з 2011 року.

### Двигуни
| Параметри                                 | рядні бензинові двигуни    | рядні бензинові двигуни    | рядні бензинові двигуни    | рядні бензинові двигуни    | рядні дизельні двигуни | рядні дизельні двигуни | рядні дизельні двигуни  | рядні дизельні двигуни  | рядні дизельні двигуни |
| Торговельне позначення Позначення двигуна | 1.4 Twinport Z 14 XEP      | 1.6 Z 16 SE                | 1.6 CNG Y 16 YNG           | 1.6 CNG Z 16 YNG           | 1.3 CDTI Z 13 DT       | 1.3 CDTI Z 13 DTJ      | 1.7 DI Y 17 DTL         | 1.7 DTI Y 17 DT         | 1.7 CDTI Z 17 DTH      |
| Період випуску                            | 09/2004- -09/2011          | 10/2001- -08/2004          | 04/2005- -05/2006          | 06/2006- -09/2011          | 09/2004- -09/2007      | 10/2005- -09/2011      | 10/2001- -08/2004       | 10/2001- -08/2004       | 09/2004- -09/2011      |
| Кількість циліндрів / клапанів            | 4 / 16                     | 4 / 8                      | 4 / 16                     | 4 / 16                     | 4 / 16                 | 4 / 16                 | 4 / 16                  | 4 / 16                  | 4 / 16                 |
| Діаметр × ход поршня (мм)                 | ø73,4 × 80,6               | ø79,0 × 81,5               | ø79,0 × 81,5               | ø79,0 × 81,5               | ø69,6 × 82,0           | ø69,6 × 82,0           | ø79,0 × 86,0            | ø79,0 × 86,0            | ø79,0 × 86,0           |
| Об'єм (см³)                               | 1364                       | 1598                       | 1598                       | 1598                       | 1248                   | 1248                   | 1686                    | 1686                    | 1686                   |
| Потужність кВт (к.с.) при об/хв           | 66(90) 5600                | 64(87) 5400                | 71(97) 6200                | 69(94) 6200                | 51(69) 4000            | 55(75) 4000            | 48(65) 4400             | 55(75) 4400             | 74(101) 4400           |
| Обертаючий момент (Нм) при об/хв          | 125 4000                   | 138 3000                   | н.д.                       | 133 4200                   | 170 1750-2500          | 170 1750-2500          | 130 2000-3000           | 165 1800-3000           | 240 2300               |
| Ступінь стиснення                         | 10,5                       | 9,6                        | 12,5                       | 12,5                       | 18,0                   | 18,0                   | 18,4                    | 18,4                    | 18,4                   |
| Система живлення                          | багатоточечне впорскування | багатоточечне впорскування | багатоточечне впорскування | багатоточечне впорскування | Common Rail            | Common Rail            | розподільний ПНВТ з EDC | розподільний ПНВТ з EDC | Common Rail            |

## Opel Combo D (2011–2018)

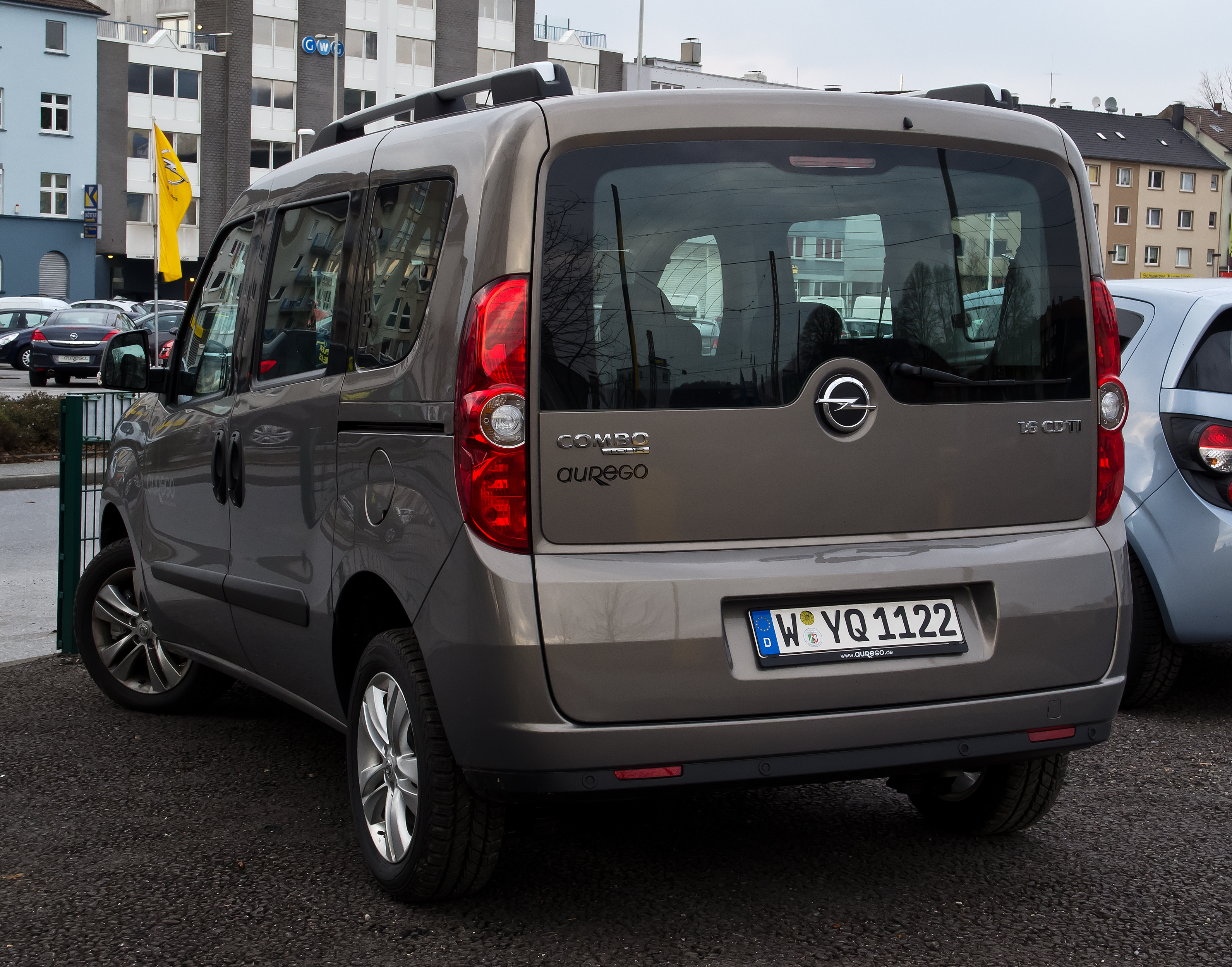
Opel Combo D

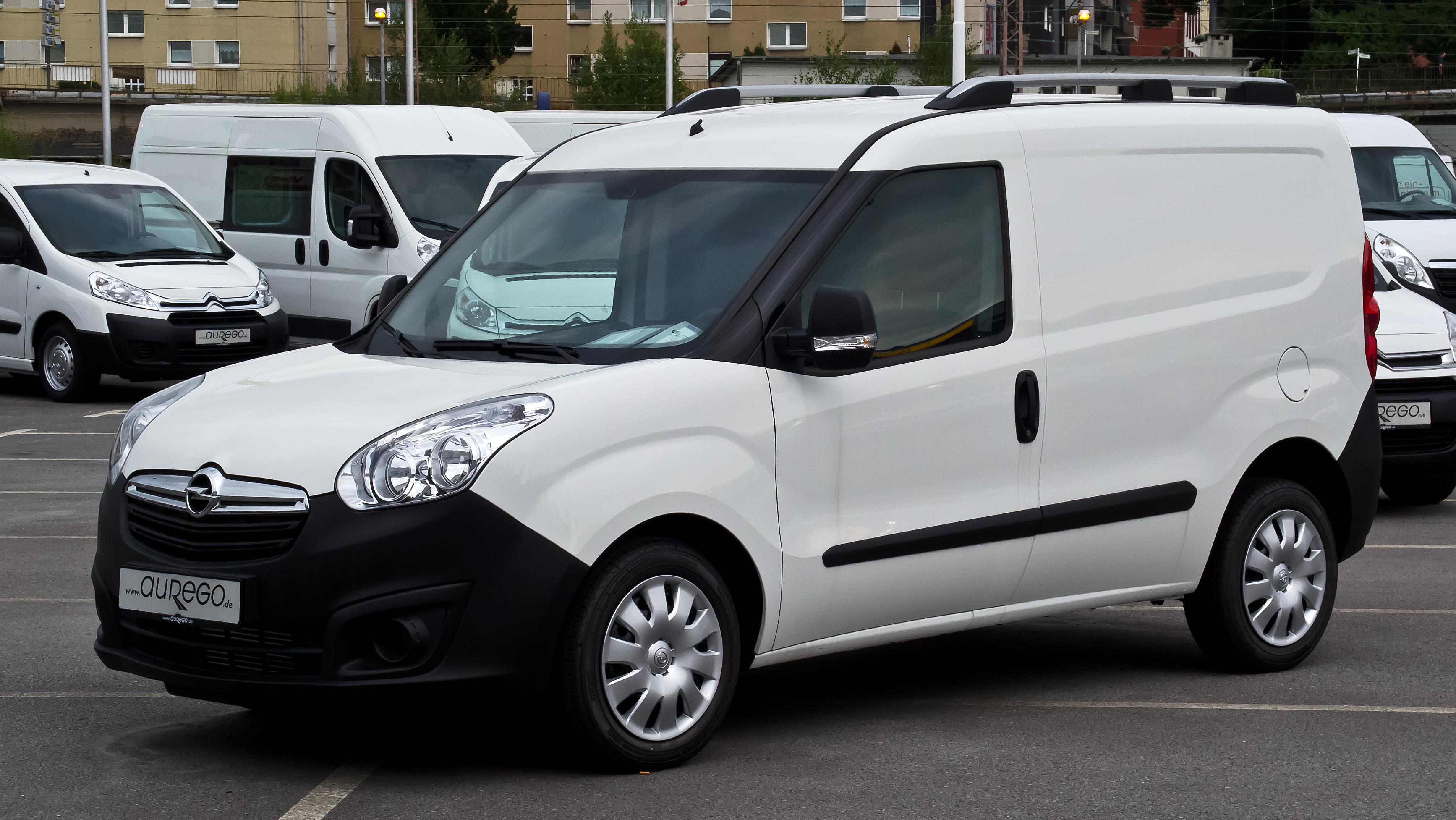
Opel Combo D фургон

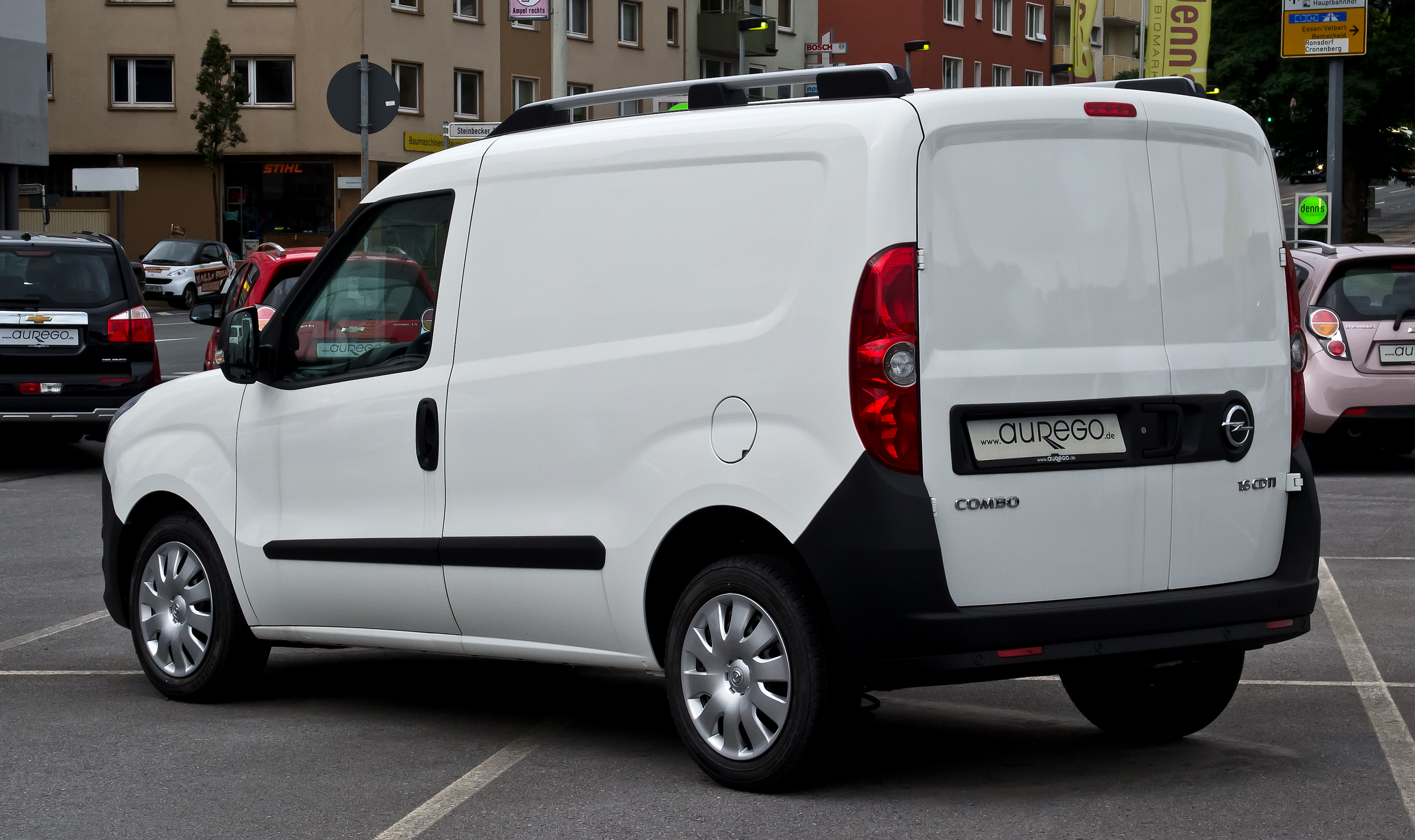
Opel Combo D фургон

Нове покоління виготовляється з грудня 2011 року у вигляді вантажного фургона і пасажирського мінівена, та побудоване на платформі SCCS від Fiat Doblò II. Новий Combo виготовляється в Туреччині на заводі Tofas. Від Fiat Doblò II Combo D відрізняється іншими бамперами і решіткою радіатора.
Фургони Combo D існують з двома розмірами колісної базами і двома варіантами висоти даху. Вантажопідйомність становить до однієї тонни корисного навантаження, корисний об'єм від 3,8 м3 на автомобілі до 4,6 м3. Пасажирський варіант пропонується з п'ятьма або сімома посадочними місцями. 
Лінійка налічує вантажні та пасажирські модифікації з короткою/довгою колісною базою та високим/низьким дахом. Версії з цільнометалевим корпусом отримали повнорозмірну перегородку кузова. Запропоновані дві моделі конструктивної повної маси автомобіля: «2000» та «2300» з 1.000 кг корисного навантаження, що є найкращим показником класу. 
Перелік стандартного оснащення був переглянутий та поліпшений для моделей останнього покоління. Так, до бази Combo увійшли: центральний замок з блокуванням, перегородка кузова, бортовий комп’ютер, електропідсилювач керма, подушка безпеки водія, антиблокувальна гальмівна система з розподілом гальмівних зусиль, CD-стерео та розетка на 12 вольт на приладовій панелі. Особливої уваги вартує нова комплектація Sportive. Вона пропонує більше комфорту водієві, спортивну стилізацію та додає до бази систему кондиціонування повітря, металеве забарвлення, бампери та бічні дзеркала, пофарбовані у колір кузова, лівосторонні розсувні двері, водійське сидіння з налаштуванням по висоті та підлокітник. Більшість елементів безпеки входять до опційного переліку: електронний контроль стабільності, подушка безпеки для переднього пасажира та бічні подушки безпеки. 
В продаж Combo D надійшли 14 січня 2012 року.

### Двигуни

#### Бензинові
| Двигун                    | Об'єм см³ | Потужність к.с. (кВт) при об/хв | Крутний момент Нм при об/хв | Розміщення і кількість циліндрів | Клапанний механізм/ Кількість клапанів | Розгін (с) 0-100 км/год | Максимальна шидкість км/год | Витрата пального (л/100 км) місто/шосе/середня |
| ------------------------- | --------- | ------------------------------- | --------------------------- | -------------------------------- | -------------------------------------- | ----------------------- | --------------------------- | ---------------------------------------------- |
| 1.4 16V                   | 1368      | 95 (70)/6000                    | 127/4500                    | Р4                               | DOHC/16                                | 15,4                    | 161                         | 9,3 / 5,9 / 7,2                                |
| 1.4 16V ecoFLEX           | 1368      | 95 (70)/6000                    | 127/4500                    | Р4                               | DOHC/16                                | 15,4                    | 161                         | ?                                              |
| 1.4 16V CNG Turbo ecoFLEX | 1368      | 120 (88)/5000                   | 206/3000                    | Р4                               | DOHC/16                                | 12,3                    | 172                         | ?                                              |

#### Дизельні
| Двигун           | Об'єм см³ | Потужність к.с. (кВт) при об/хв | Крутний момент Нм при об/хв | Розміщення і кількість циліндрів | Клапанний механізм/ Кількість клапанів | Розгін (с) 0-100 км/год | Максимальна шидкість км/год | Витрата пального (л/100 км) місто/шосе/середня |
| ---------------- | --------- | ------------------------------- | --------------------------- | -------------------------------- | -------------------------------------- | ----------------------- | --------------------------- | ---------------------------------------------- |
| 1.3 CDTI ecoFLEX | 1248      | 90 (66)/4000                    | 200/1750                    | Р4                               | DOHC/16                                | 14,9                    | 158                         | 6,0 / 4,3 / 4,9                                |
| 1.6 CDTI         | 1598      | 90 (66)/4000                    | 290/1500                    | Р4                               | DOHC/16                                | 14,9                    | 158                         | ?                                              |
| 1.6 CDTI ecoFLEX | 1598      | 90 (66)/4000                    | 290/1500                    | Р4                               | DOHC/16                                | 14,9                    | 158                         | ?                                              |
| 1.6 CDTI         | 1598      | 105 (77)/4000                   | 290/1500                    | Р4                               | DOHC/16                                | 13,4                    | 164                         | ?                                              |
| 1.6 CDTI ecoFLEX | 1598      | 105 (77)/4000                   | 290/1500                    | Р4                               | DOHC/16                                | 13,4                    | 164                         | ?                                              |
| 2.0 CDTI         | 1956      | 135 (99)/3500                   | 320/1500                    | Р4                               | DOHC/16                                | 11,3                    | 179                         | ?                                              |
| 2.0 CDTI ecoFLEX | 1956      | 135 (99)/3500                   | 320/1500                    | Р4                               | DOHC/16                                | 11,3                    | 179                         | ?                                              |

## Opel Combo E (K9; 2018–наш час)

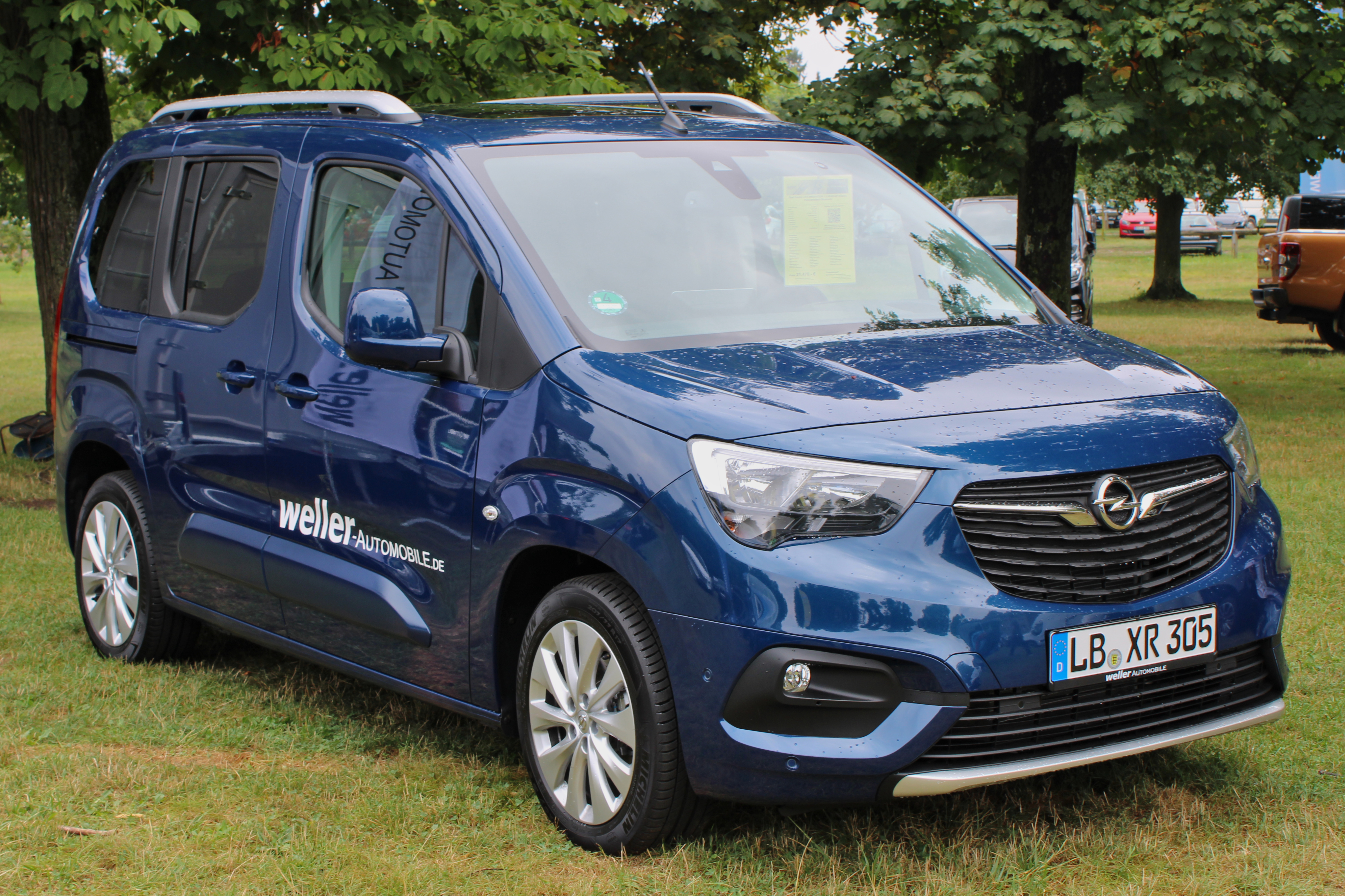
Opel Combo Life (2018-2024)

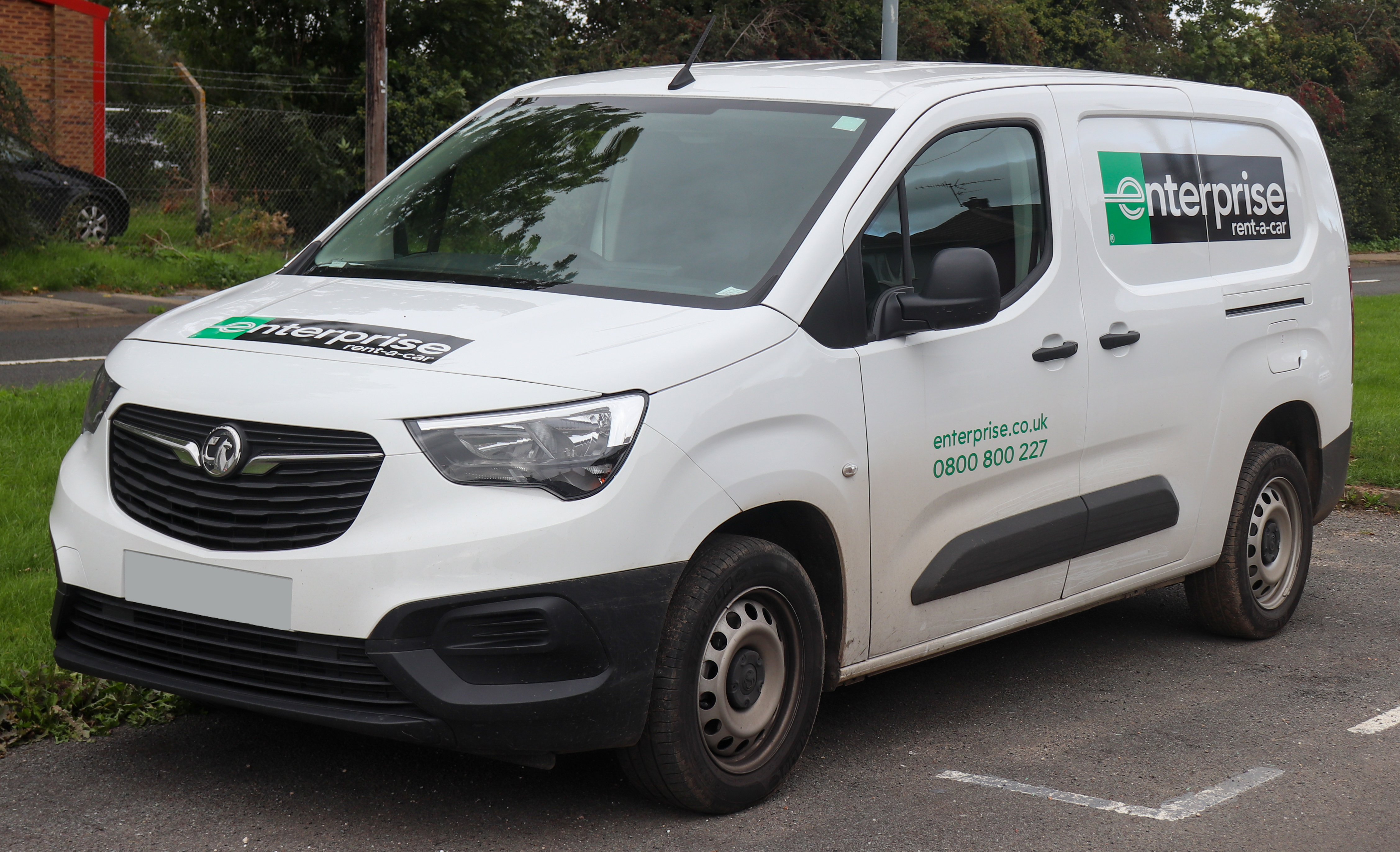
Vauxhall Combo E (2018-2024)

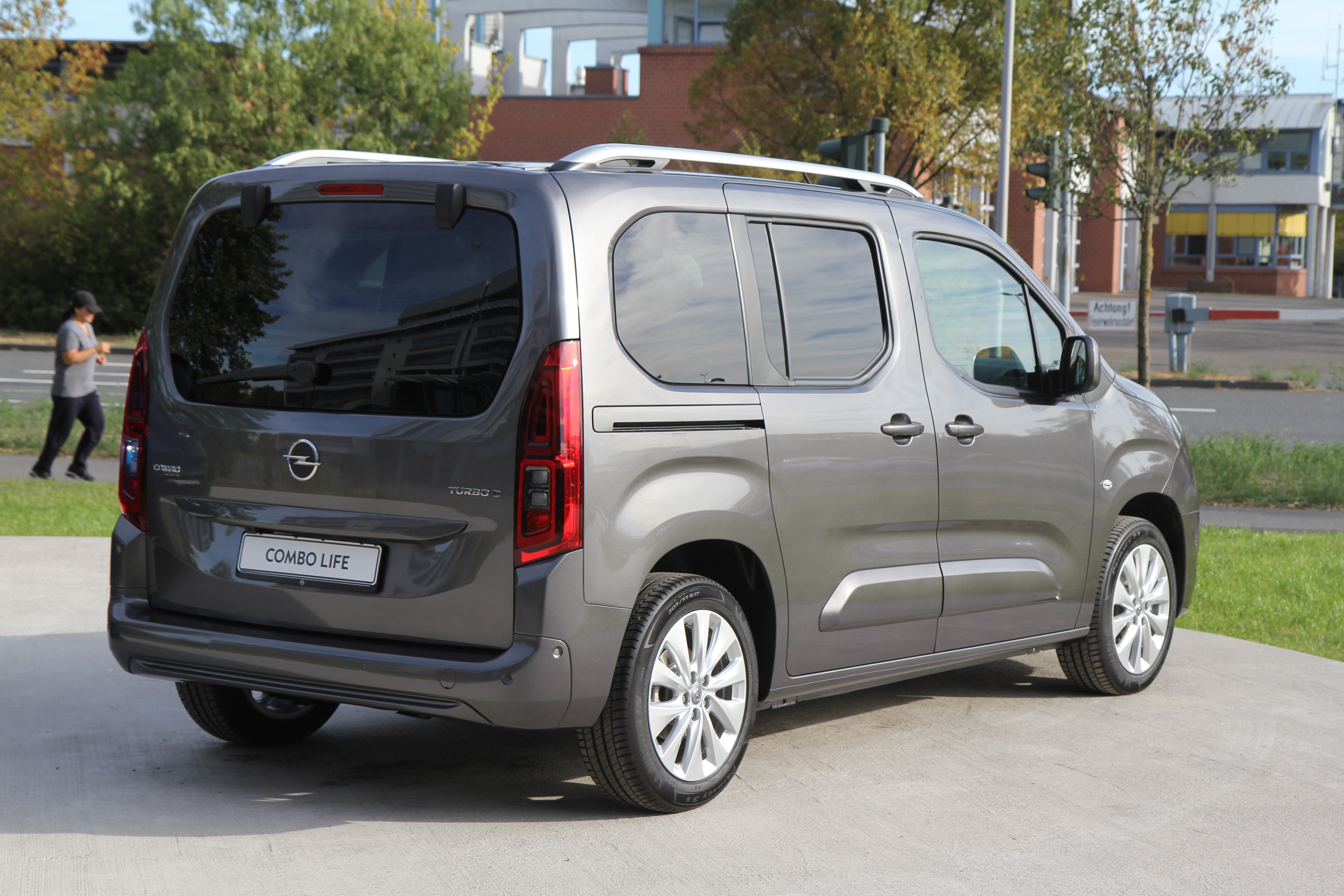
Opel Combo Life (2018-2024)

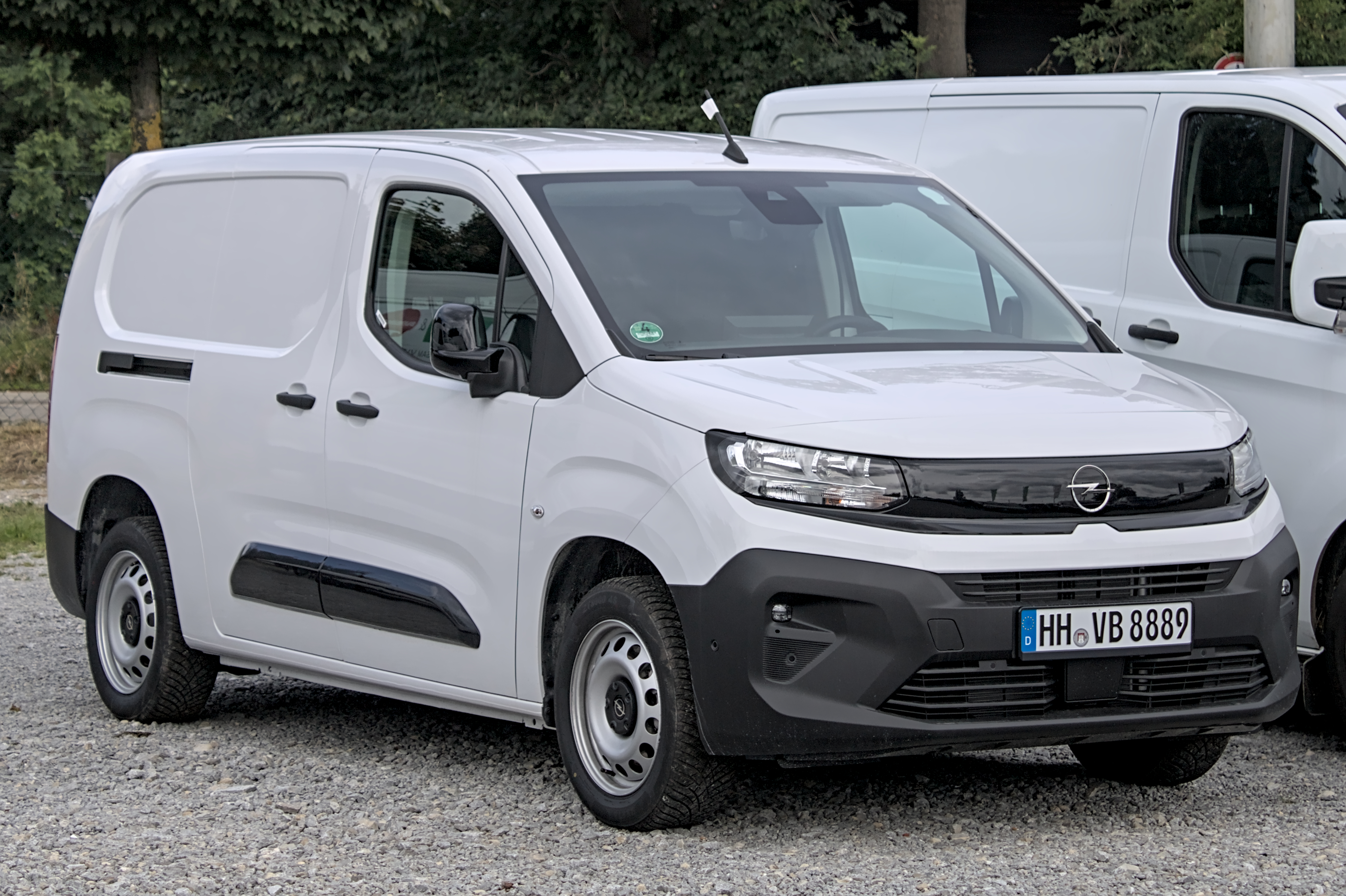
Opel Combo E (з 2024)

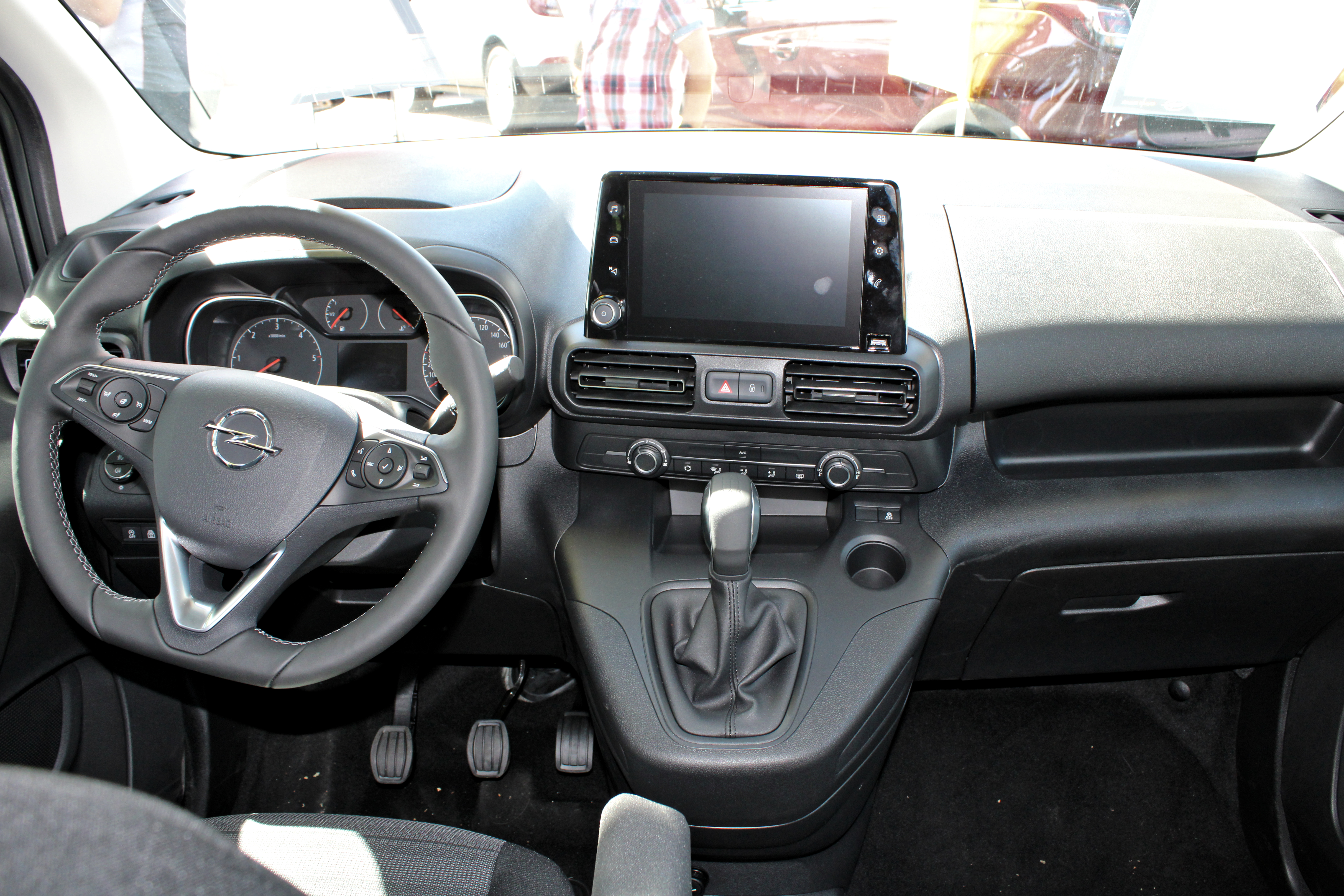

Четверте покоління Opel Combo представлене на Женевському автосалоні в березні 2018 року.
Автомобіль збудовано на платформі PSA EMP2, разом з новими Peugeot Rifter, Citroën Berlingo i Toyota Proace City. Пасажирська версія фургона називається Life.
Combo Life запропонований в стандартній 4,4-метровій і подовженій 4,75-метровій версіях. У подовженій версії також і колісна база довша на 192 мм. Загальний об'єм вантажного відділення доведений до 4,0 кубометра.
Для Combo запропоновано бензиновий і дизельний двигуни різного ступеня форсування. 1.2-літровий бензиновий PureTech видає 110 або 130 к.с., а 1.5-літровий CDTI має потужність в 75, 100 або 130 к.с. Для бензинового 130-сильного мотора надано 8-ступінчастий «автомат» Aisin, для дизеля цієї ж потужності - 6-ступінчаста «механіка» або вказаний «автомат». Для інших двигунів покладена 5-ступінчаста «механіка». Привід - повний або передній.
В Україні Combo Life представлена лише з турбодизельними двигунами: 1,6 л (92 к.с.) з 5-ступеновою МКПП та 1,5 л (130 к.с.) з 8-ступеновою АКПП.
Виробник запевняє, що з 130-сильним двигуном та автоматом Aisin можна отримати непогані показники витрат палива – 4,2 л на 100 км за містом та 5,5 л на 100 км у місті

### Combo-e
На початку 2021 року Opel представив електричний мінівен Combo-e.
Combo-e оснащений тією ж трансмісією, що й більший Vivaro-e, включаючи електричний тяговий двигун, який розвиває 136 к.с. (100 кВт) і 260 Нм крутного моменту, а також високовольтну літій-іонну батарею. потужністю 50 кВт-год. Це дає ë-Berlingo запас ходу 280 км за їздовим циклом WLTP. Стандартний бортовий зарядний пристрій має максимальну вхідну потужність 7,4 кВт (змінний струм); його можна оновити до 11 кВт (змінного струму) та 100 кВт (постійного струму).

### Двигуни

#### Бензинові
| Двигун           | Об'єм см³ | Потужність к.с. при об/хв | Крутний момент Нм при об/хв | Розміщення і кількість циліндрів | Клапанний механізм/ Кількість клапанів | Розгін (с) 0-100 км/год | Максимальна шидкість км/год | Витрата пального (л/100 км) місто/шосе/середня | Роки виробництва |
| ---------------- | --------- | ------------------------- | --------------------------- | -------------------------------- | -------------------------------------- | ----------------------- | --------------------------- | ---------------------------------------------- | ---------------- |
| 1.2 PureTech 110 | 1199      | 110/5500                  | 205/1500                    | I3                               | DOHC/12                                |                         |                             |                                                | з 2018           |
| 1.2 PureTech 130 | 1199      | 130/5500                  | 230/1750                    | I3                               | DOHC/12                                |                         |                             |                                                | з 2018           |

#### Дизельні
| Двигун       | Об'єм см³ | Потужність к.с. при об/хв | Крутний момент Нм при об/хв | Розміщення і кількість циліндрів | Клапанний механізм/ Кількість клапанів | Розгін (с) 0-100 км/год | Максимальна шидкість км/год | Витрата пального (л/100 км) місто/шосе/середня | Роки виробництва |
| ------------ | --------- | ------------------------- | --------------------------- | -------------------------------- | -------------------------------------- | ----------------------- | --------------------------- | ---------------------------------------------- | ---------------- |
| 1.5 CDTI 75  | 1499      | 75/3750                   | 240/1750                    | I4                               | DOHC/16                                |                         |                             |                                                | з 2018           |
| 1.5 CDTI 100 | 1499      | 100/3750                  | 260/1750                    | I4                               | DOHC/16                                |                         |                             |                                                | з 2018           |
| 1.5 CDTI 130 | 1499      | 130/3750                  | 300/1750                    | I4                               | DOHC/16                                |                         |                             |                                                | з 2018           |